# Somosierra
Somosierra ist ein Dorf im Norden der Autonomen Gemeinschaft Madrid, Spanien. Es befindet sich am gleichnamigen Pass in der Sierra de Guadarrama, circa 90 km nördlich der spanischen Hauptstadt Madrid. Am Pass von Somosierra fand 1808 die Schlacht von Somosierra zwischen napoleonischen und spanischen Truppen statt, derer noch heute jährlich gedacht wird. Das Dorf hat 95 Einwohner (Stand: 2024), welche vorwiegend von Land- und Bergtourismus leben.